# Гартленд (Нью-Брансвік)
Гартленд (англ. Hartland) — містечко в Канаді, у провінції Нью-Брансвік, у складі графства Карлтон.

## Населення
За даними перепису 2016 року, містечко нараховувало 957 осіб, показавши зростання на 1,1%, порівняно з 2011-м роком. Середня густина населення становила 101,3 осіб/км².
З офіційних мов обидвома одночасно володіли 65 жителів, тільки англійською — 840, а 5 — жодною з них. Усього 15 осіб вважали рідною мовою не одну з офіційних.
Працездатне населення становило 65% усього населення, рівень безробіття — 9,7% (4,3% серед чоловіків та 15,2% серед жінок). 90,3% осіб були найманими працівниками, а 7,5% — самозайнятими.
Середній дохід на особу становив $33 960 (медіана $32 320), при цьому для чоловіків — $38 403, а для жінок $29 782 (медіани — $37 035 та $27 200 відповідно).
38,5% мешканців мали закінчену шкільну освіту, не мали закінченої шкільної освіти — 18,9%, 43,4% мали післяшкільну освіту, з яких 29% мали диплом бакалавра, або вищий.
| Статево-вікова структура населення | Статево-вікова структура населення | Статево-вікова структура населення | Статево-вікова структура населення | Статево-вікова структура населення |
| ---------------------------------- | ---------------------------------- | ---------------------------------- | ---------------------------------- | ---------------------------------- |
|                                    |                                    |                                    |                                    |                                    |
| Всього                             | Всього                             | 46,9%53,1%                         |                                    |                                    |
| 0 — 14 років                       | 0 — 14 років                       |                                    | 15,7%                              | 15,7%                              |
| 15 — 64 років                      | 15 — 64 років                      |                                    | 61,3%                              | 61,3%                              |
| 65 і більше                        | 65 і більше                        |                                    | 23%                                | 23%                                |
| 85 і більше                        | 85 і більше                        |                                    | 5,8%                               | 5,8%                               |
| Середній вік (років)               | Середній вік (років)               | 42,048,3                           | 45,3                               | 45,3                               |
| Медіана (років)                    | Медіана (років)                    | 44,450,2                           | 48,1                               | 48,1                               |
| — чоловіки — жінки                 |                                    |                                    |                                    |                                    |

| Походження мешканців:     | Походження мешканців:     | Походження мешканців: | Походження мешканців: | Походження мешканців: |
| ------------------------- | ------------------------- | --------------------- | --------------------- | --------------------- |
| Походження                |                           |                       | осіб                  | %                     |
| Корінні американці        | Корінні американці        |                       | 70                    | 8.19%                 |
| Інше північноамериканське | Інше північноамериканське |                       | 545                   | 63.74%                |
| Європейське               | Європейське               |                       | 415                   | 48.54%                |
| британське                | британське                |                       | 340                   | 39.77%                |
| французьке                | французьке                |                       | 55                    | 6.43%                 |

| Зайнятість населення за галузями (за класифікацією NOC): | Зайнятість населення за галузями (за класифікацією NOC): | Зайнятість населення за галузями (за класифікацією NOC): | Зайнятість населення за галузями (за класифікацією NOC): | Зайнятість населення за галузями (за класифікацією NOC): |
| -------------------------------------------------------- | -------------------------------------------------------- | -------------------------------------------------------- | -------------------------------------------------------- | -------------------------------------------------------- |
|                                                          |                                                          |                                                          |                                                          |                                                          |
| Управління                                               | Управління                                               |                                                          | 7,7%                                                     | 7,7%                                                     |
| Бізнес, фінанси та адміністрування                       | Бізнес, фінанси та адміністрування                       |                                                          | 17,6%                                                    | 17,6%                                                    |
| Охорона здоров'я                                         | Охорона здоров'я                                         |                                                          | 8,8%                                                     | 8,8%                                                     |
| Освіта, правозахист, муніципальні та урядові служби      | Освіта, правозахист, муніципальні та урядові служби      |                                                          | 12,1%                                                    | 12,1%                                                    |
| Роздрібна торгівля та послуги                            | Роздрібна торгівля та послуги                            |                                                          | 19,8%                                                    | 19,8%                                                    |
| Гуртова торгівля, транспорт та обладнання                | Гуртова торгівля, транспорт та обладнання                |                                                          | 19,8%                                                    | 19,8%                                                    |
| Природні ресурси, сільське господарство                  | Природні ресурси, сільське господарство                  |                                                          | 2,2%                                                     | 2,2%                                                     |
| Виробництво                                              | Виробництво                                              |                                                          | 9,9%                                                     | 9,9%                                                     |

## Клімат
Середня річна температура становить 4,5°C, середня максимальна – 23,4°C, а середня мінімальна – -18,8°C. Середня річна кількість опадів – 1 057 мм.
| Клімат поселення                              | Клімат поселення | Клімат поселення | Клімат поселення | Клімат поселення | Клімат поселення | Клімат поселення | Клімат поселення | Клімат поселення | Клімат поселення | Клімат поселення | Клімат поселення | Клімат поселення | Клімат поселення |
| Показник                                      | Січ.             | Лют.             | Бер.             | Квіт.            | Трав.            | Черв.            | Лип.             | Серп.            | Вер.             | Жовт.            | Лист.            | Груд.            |                  |
| Середній максимум, °C                         | −5,11            | −3,7             | 2,71             | 10,26            | 17,68            | 22,81            | 23,38            | 22,44            | 17,29            | 11,08            | 4,82             | −3,27            |                  |
| Середня температура, °C                       | −11,95           | −10,53           | −4,12            | 3,42             | 10,85            | 15,97            | 19,14            | 18,18            | 13,03            | 6,82             | 0,56             | −7,52            |                  |
| Середній мінімум, °C                          | −18,79           | −17,36           | −10,95           | −3,41            | 4,01             | 9,14             | 14,87            | 13,93            | 8,78             | 2,56             | −3,69            | −11,78           |                  |
| Норма опадів, мм                              | 90               | 62               | 78               | 77               | 93               | 87               | 102              | 96               | 95               | 87               | 99               | 91               |                  |
| Середньомісячна швидкість вітру, м/с          | 3.60             | 3.69             | 3.92             | 3.78             | 3.52             | 3.14             | 2.84             | 2.70             | 3.00             | 3.36             | 3.54             | 3.60             |                  |
| Середньомісячна сонячна радіація, кДж/м²·день | 5145             | 8389             | 12112            | 15717            | 18404            | 20320            | 19753            | 17542            | 13013            | 8144             | 4815             | 3971             |                  |
| --------------------------------------------- | ---------------- | ---------------- | ---------------- | ---------------- | ---------------- | ---------------- | ---------------- | ---------------- | ---------------- | ---------------- | ---------------- | ---------------- | ---------------- |
| Джерело:                                      |                  |                  |                  |                  |                  |                  |                  |                  |                  |                  |                  |                  |                  |